# Scopula ruficolor
Scopula ruficolor là một loài bướm đêm trong họ Geometridae.